# MG-447
A MG-447 é uma rodovia brasileira do estado de Minas Gerais. Localizada na Zona da Mata, ela liga Ubá a Cataguases, passando pelos municípios de Visconde do Rio Branco, Guiricema e Miraí.
A rodovia é inteiramente pavimentada, tem 103,4 km de extensão e integra os circuitos turísticos Serras de Minas e Serras e Cachoeiras.